# Pevci
Pévci (znanstveno ime Passeriformes) so red ptic, ki obsega več kot polovico vseh vrst ptičev. Imajo značilno anizodaktilno razporeditev prstov (trije so usmerjeni naprej, eden pa nazaj), kar jim omogoča učinkovito oprijemanje vej. 
Z več kot 140 družinami in približno 6.500 identificiranimi vrstami je red ptic Passeriformes največji red ptic in eden najbolj raznolikih kladov kopenskih vretenčarjev, ki predstavlja 60% ptic. Pevke delimo na tri podrede: Acanthisitti (novozelandski stržki); Tyranni (nepevke),  ki večinoma živijo v Severni in Južni Ameriki; in Passeri (pevke).
Pevci so se razvili na Južni polobli pred približno 60 milijoni let.
Večina pevcev je žužkojedih ali vsejedih in jedo žuželke in sadje ter semena.
Red je dobil svoje znanstveno ime iz latinske besede passer 'vrabec' in formis '-oblikovan'). 
V Evropi in Sloveniji živi 26 družin pevcev:

## Etimologija
Izraza »passerine« in »Passeriformes« izhajata iz znanstvenega imena domačega vrabca, Passer domesticus, katerega rod je latinska beseda za vrabca. Prej je to pomenilo ptice pevke iz Evrope. Zdaj vključuje tudi ptice, ki sedijo (se oprijemajo vej) in ne pojejo, iz obeh Amerik.

## Opis
Red Passeriformes je razdeljen na tri podrede: Tyranni (nepevke, Amerika), Passeri (ptice pevke) in novozelandski stržki. Med pticami imajo pevke najboljši nadzor nad mišicami sirinksa (organ za tvorjenje glasu), zato lahko proizvajajo raznolike pesmi in druge glasove. Čeprav nekatere vrste, kot so vrane, ljudem ne zvenijo muzikalno, so še vedno glasovno zelo sposobne. Nekatere, kot je lirorepec, so izurjeni posnemovalci. Novozelandski stržki so drobne ptice, ki danes živijo izključno na Novi Zelandiji; dolgo so jih uvrščali v skupino Passeri.
Večina ptic v tem redu je manjših od tipičnih predstavnikov drugih ptičjih redov. Največja in najtežja predstavnika v tem redu sta orjaški krokar in večje vrste navadnih krokarjev, ki lahko presegajo 1,5 kg in dosežejo več kot 70 cm. Navadni lirorepec in nekatere rajčice so sicer daljše zaradi zelo dolgih repov ali okrasnega repnega perja. Najmanjša ptica je Myiornis ecaudatus, ki meri le 6,5 cm in tehta približno 4,2 g.

## Anatomija
Stopalo ptic v tem rodu ima tri prste usmerjene naprej in enega nazaj, kar se imenuje anizodaktilna razporeditev. Zadnji prst (hallux) je dolg in se stika z nogo približno na isti višini kot sprednji prsti. Ta zgradba pticam omogoča enostavno in stabilno sedenje na vejah. Prsti nimajo plavalne kožice, a pri nekaterih pri nekaterih vrstah kičevcev pa sta drugi in tretji prst delno zraščena.
Noga ima dodatno posebno prilagoditev za sedenje.  V zadnjem delu noge poteka tetiva, ki povezuje spodnjo stran prstov z mišico za goleničnonartno kostjo. Ko ptica upogne nogo, se bo samodejno napela in zategnila, ko se noga upogne, zaradi česar se prsti zvijejo in postanejo togi, ko ptica pristane na veji. To omogoča, da spijo med sedenjem, ne da bi padle.
Večina teh ptic ima 12 repnih peres, vendar jih ima navadni lirorepec 16,  medtem ko imajo nekatere vrste iz družine ameriških lončarjev, kot je to lončar Sylviorthorhynchus desmurii, 10, 8 ali celo le 6 repnih peres. Vrste, prilagojene plezanju po drevesnih deblih, kot so drevesni plezalčki in drevesniki, imajo čvrsta repna peresa, ki jih uporabljajo kot oporo med plezanjem. Nekatere vrste imajo izredno dolge repe, ki služijo kot spolni okras. Znan primer je afriška Euplectes progne (dolgorepa vdova).

## Seznam družin v Evropi in Sloveniji
V Evropi in Sloveniji živi 26 družin pevcev:
- astrilde Estrildidae
- brglezi Sittidae
- dolgorepke Aegithalidae
- drevesni plezalčki Certhiidae
- drozgi Turdidae
- kobilarji Oriolidae
- kraljički Regulidae
- lastovke Hirundinidae
- muharji Muscicapidae
- pastirice Motacillidae
- pegami Bombycillidae
- penice Sylviidae
- pevke Prunellidae
- plašice Remizidae
- povodni kosi Cinclidae
- sinice Paridae
- skalni plezalčki Tichodromadidae
- srakoperji Laniidae
- strnadi Emberizidae
- stržki Troglodytidae
- ščinkavci Fringillidae
- škrjanci Alaudidae
- škorci Sturnidae
- timalije Timaliidae
- vrabci Passeridae
- vrani Corvidae

## Sistematika in taksonomija
|  | Acanthisitti – Novozelandski stržki (1 družina s 7 vrstami, od katerih sta danes živi le 2)                                    |
|  | |
|  | \| \| Tyranni – nepevke (16 družin z 1.356 vrstami) \| \| \| \| \| \| Passeri – pevke (125 družin z 5.158 vrstami) \| \| \| \| |
|  | |
|  | Tyranni – nepevke (16 družin z 1.356 vrstami)                                                                                  |
|  | |
|  | Passeri – pevke (125 družin z 5.158 vrstami)                                                                                   |
|  | |

|  | Tyranni – nepevke (16 družin z 1.356 vrstami) |
|  |                                               |
|  | Passeri – pevke (125 družin z 5.158 vrstami)  |
|  |                                               |

|  | Acanthisitti – Novozelandski stržki (1 družina s 7 vrstami, od katerih sta danes živi le 2)                                    |
|  | |
|  | \| \| Tyranni – nepevke (16 družin z 1.356 vrstami) \| \| \| \| \| \| Passeri – pevke (125 družin z 5.158 vrstami) \| \| \| \| |
|  | |
|  | Tyranni – nepevke (16 družin z 1.356 vrstami)                                                                                  |
|  | |
|  | Passeri – pevke (125 družin z 5.158 vrstami)                                                                                   |
|  | |

|  | Tyranni – nepevke (16 družin z 1.356 vrstami) |
|  |                                               |
|  | Passeri – pevke (125 družin z 5.158 vrstami)  |
|  |                                               |

Passeriformes je trenutno razdeljen na tri podrede: Acanthisitti (novozelandski stržki), Tyranni, (nepevci) in Passeri (pevci). Podred Passeri je danes razdeljen v dve glavni skupini, znani kot Corvides in Passerida, in vključujeta veliki naddružini Corvoidea in Meliphagoidea, ter nekatere manjše linije, ter naddružine Sylvioidea, Muscicapoidea in Passeroidea. Vendar se je pokazalo, da je takšna razdelitev pre, tirano poenostavljena. Od sredine 2000-ih let so filogenetske raziskave reda Passeriformes pokazale, da številne družine iz Avstralazije, ki so bile tradicionalno uvrščene v skupino Corvoidea, dejansko predstavljajo bolj osnovne (bazalne) linije znotraj pravih pevk.

## Taksonomski seznam družin Passeriformes
Ta seznam je urejen po taksonomskem zaporedju, pri čemer so sorodne družine razvrščene druga ob drugi. Navedene družine so tiste, ki jih priznava Mednarodna ornitološka zveza (IOC). Razporeditev in delitev na infrarede, parvrede in naddružine sledi filogenetski analizi, ki jo je leta 2019 objavil Carl Oliveros in sodelavci. Sorodstveni odnosi med družinami znotraj podreda Tyranni (nepevke) so dobro raziskani, medtem ko so nekatera razmerja med družinami v podredu Passeri (pevke) še vedno nejasna zaradi hitrega razvejanja teh linij.

### Podrod Acanthisitti
- Acanthisittidae: novozelandski stržki

### PodrodTyranni(nepevci)
- Infrared Eurylaimides: nepevci starega sveta

- Philepittidae: krpaste pite
- Eurylaimidae: širokokljuni
- Calyptomenidae: afriški in zeleni širokolkljuni
- Sapayoidae: širokokljuna sapajoa
- Pittidae: pite

- Infrared Tyrannides: nepevci novega sveta

- Parvorder Furnariida

- Melanopareiidae
- Conopophagidae: muhojedi
- Thamnophilidae: mravljarji
- Grallariidae
- Rhinocryptidae: skrivači
- Formicariidae: talni mravljarji
- Furnariidae: ameriški lončarji

- Parvorder Tyrannida

- Pipridae: pipre
- Cotingidae: kičevci
- Tityridae
- Oxyruncidae
- Onychorhynchidae
- Tyrannidae: tirančki

### PodrodPasseri(pevci)
- Atrichornithidae: hostniki
- Menuridae: lirorepci
- Climacteridae: avstraloazijski plezalčki
- Ptilonorhynchidae: utičarji
- Pomatostomidae
- Orthonychidae: drozgi prepeličarji

- Naddružina Meliphagoidea

- Acanthizidae
- Meliphagidae: medarji
- Maluridae: stržki
- Dasyornithidae
- Pardalotidae

- Infrared Corvides – prej znan kot parvorder Corvida[19]

- Cinclosomatidae
- Campephagidae: trdorepci
- Mohouidae
- Neosittidae

- Naddružina Orioloidea

- Psophodidae
- Eulacestomatidae
- Falcunculidae:
- Oreoicidae
- Paramythiidae
- Vireonidae: vireji
- Pachycephalidae: žvižgavke
- Oriolidae: kobilarji

- Naddružina Malaconotoidea

- Machaerirhynchidae
- Artamidae: drevesne lastovke
- Rhagologidae
- Malaconotidae
- Pityriaseidae
- Aegithinidae
- Platysteiridae
- Vangidae

- Naddružina Corvoidea

- Rhipiduridae
- Dicruridae: drongi
- Monarchidae
- Ifritidae
- Paradisaeidae: rajčice
- Corcoracidae
- Melampittidae
- Laniidae: srakoperji
- Platylophidae
- Corvidae: vrani

- Infrared Passerides – prej znan kot parvorder Passerida[19]

- Cnemophilidae
- Melanocharitidae
- Callaeidae
- Notiomystidae
- Petroicidae: avstralske taščice
- Eupetidae
- Picathartidae: dolgonoge vrane
- Chaetopidae

- Parvorder Sylviida – prej znan kot naddružina Sylviodea

- Hyliotidae
- Stenostiridae
- Paridae: sinice
- Remizidae: plašice
- Panuridae
- Alaudidae: škrjanci
- Nicatoridae
- Macrosphenidae
- Cisticolidae

- Naddružina Locustelloidea

- Acrocephalidae
- Locustellidae
- Donacobiidae
- Bernieridae

—

- Pnoepygidae
- Hirundinidae: lastovke

- Naddružina Sylvioidea

- Pycnonotidae: dlakavci
- Sylviidae: penice
- Paradoxornithidae
- Zosteropidae: očalarji
- Timaliidae: timalije
- Leiothrichidae
- Alcippeidae
- Pellorneidae

- Naddružina Aegithaloidea

- Phylloscopidae
- Hyliidae
- Aegithalidae: dolgorepke
- Scotocercidae
- Cettiidae
- Erythrocercidae

- Parvorder Muscicapida – prej obravnavan kot naddružina Muscicapoidea

- Naddružina Bombycilloidea

- Dulidae
- Bombycillidae: pegami
- Ptiliogonatidae: svilnati muharji
- Hylocitreidae
- Hypocoliidae:
- †Mohoidae

- Naddružina Muscicapoidea

- Elachuridae
- Cinclidae: povodni kosi
- Muscicapidae: muharji
- Turdidae: drozgi
- Buphagidae
- Sturnidae: škorci
- Mimidae: ameriški kosi in drozgi

—

- Regulidae: kraljički

- Naddružina Certhioidea

- Tichodromidae: skalni plezalčki
- Sittidae: brglezi
- Certhiidae: drevesni plezalčki
- Salpornithidae
- Polioptilidae: mučičarke
- Troglodytidae: stržki

- Parvorder Passerida – prej znan kot naddružina Passeroidea

- Promeropidae
- Modulatricidae
- Nectariniidae: medosesi
- Dicaeidae: omelovci
- Chloropseidae
- Irenidae: listarji
- Peucedramidae: oljčne penice
- Urocynchramidae
- Ploceidae
- Viduidae
- Estrildidae: astrilde
- Prunellidae: pevke
- Passeridae: vrabci
- Motacillidae: pastirice
- Fringillidae: ščinkavci

- Naddružina Emberizoidea – prej znana kot nine-primaried oscines novega sveta

- Rhodinocichlidae
- Calcariidae
- Emberizidae: strnadi
- Cardinalidae: kardinali
- Mitrospingidae
- Thraupidae: tangare
- Passerellidae
- Parulidae: penice novega sveta
- Icteriidae
- Icteridae
- Calyptophilidae
- Zeledoniidae
- Teretistridae
- Nesospingidae
- Spindalidae
- Phaenicophilidae

## Razlagalne opombe
1. ↑  Oliveros s sodelavci (2019) so za osnovo svoje filogenetske analize uporabili seznam družin, ki sta ga leta 2014 objavila Dickinson in Christidis.[17][18] Oliveros s sodelavci so v svoji filogenetski študiji vključili osem družin, ki niso v seznamu IOC. Teh osmih družin tukaj ni prikazanih. Po drugi strani pa seznam IOC vključuje 15 družin, ki jih ni na seznamu, ki sta ga sestavila Dickinson in Christidis. V 13 od teh primerov je mogoče določiti položaj dodatnih družin v taksonomskem zaporedju na podlagi vrst, ki so jih Oliveros s sodelavci vključili v svojo analizo. Nobena vrsta v družinah Alcippeidae in Teretistridae ni bila zajeta v njihovi raziskavi, zato je njun položaj v taksonomiji negotov.[1][17]
2. ↑  Taksonomski red družin znotraj naddružine Orioloidea je trenutno negotov.[17]
3. ↑  Taksonomski red družin znotraj naddružine Malaconotoidea je trenutno negotov.[17]
4. ↑  Taksonomski red družin znotraj naddružine Corvoidea je trenutno negotov.[17]
5. ↑  Taksonomsko zaporedje naddružin Locustelloidea, Sylvioidea in Aegithaloidea je trenutno negotovo, čerav so odnosi in zaporedje družin znotraj vsake od teh naddružin dobro raziskani in jasno določeni.[17]
6. ↑  Taksonomski  red družin znotraj naddružine Emberizoidea je trenutno negotov.[17]
7. ↑  Družina Teretistridae je v tej razvrstitvi začasno umeščena. Družina ni bila vključena v analizo, ki so jo objavili Oliveros et al (2019).[17] Dickinson in Christidis (2014) sta rod Teretistris označila kot Incertae sedis.[21] Po raziskavi Barkerja in sodelavcev (2013) pa naj bi bila družina Teretistridae tesno povezana z družino Zeledoniidae.[20]